# Mauretania (Schiff, 1907)
Die Mauretania war ein Passagierschiff der britischen Reederei Cunard Line. Der 1907 auf der Werft von Swan Hunter in Wallsend fertiggestellte Passagierdampfer war bis zur Indienststellung der Olympic der White Star Line 1911 das größte Schiff der Welt. Das nach der römischen Provinz Mauretanien benannte Schiff wurde im Transatlantikverkehr als Royal Mail Ship zwischen Liverpool und New York City eingesetzt. Nach einer Verwendung auf Kreuzfahrten wurde die Mauretania 1935 abgewrackt.
Zusammen mit ihrem Schwesterschiff Lusitania setzte sie neue Maßstäbe in der Größe und der technischen Leistungsfähigkeit von Passagierschiffen. Besonders berühmt wurde das Turbinenschiff durch seine außerordentlich hohe Geschwindigkeit: die Mauretania – einer der bekanntesten Transatlantikliner überhaupt – war 22 Jahre lang durchgehend im Besitz des Blauen Bandes.

## Baugeschichte
Die Pläne zum Bau der Mauretania und ihres Schwesterschiffes Lusitania entstanden im Jahr 1903. Zu diesem Zeitpunkt hatte der Norddeutsche Lloyd eine Serie von äußerst erfolgreichen Schnelldampfern auf See gebracht, die die größten Schiffe der Welt waren und zudem ab 1897 das prestigeträchtige Blaue Band für die schnellste Atlantiküberquerung in deutschem Besitz hielten. Die Cunard Line erklärte sich daraufhin bereit, zwei Schiffe von herausragender Größe und hoher Geschwindigkeit zu bauen, die den Ruf der britischen Passagierschifffahrt wiederherstellen sollten. Um die nötigen Gelder aufzubringen, einigte sich Cunard mit der britischen Regierung auf ein niedrig verzinstes Darlehen von 2,6 Millionen Pfund Sterling (heute etwa 297,133 Mio. £). Als Gegenleistung verlangte die Royal Navy, im Kriegsfall beide Schiffe als Hilfskreuzer einsetzen zu können.
Sowohl Cunard als auch die Royal Navy erwarteten von den neuen Dampfern eine Geschwindigkeit von mindestens 24,5 Knoten (45,4 km/h). Mit den beiden beauftragten Werften wurde vereinbart, dass je Zehntelknoten, den die Schiffe darunter liegen sollten, eine Konventionalstrafe von 10.000 Pfund Sterling zu zahlen sei.
Die ersten Entwürfe für den Bau der neuen Schiffe sahen ein relativ konventionelles Design vor, das Kolbendampfmaschinen auf drei Propeller sowie drei Schornsteine beinhaltete. Die Planungen orientierten sich zunächst an den Abmessungen 750 Fuß (229 Meter) Länge und 75 Fuß (22,9 Meter) Breite, jedoch wurde rasch deutlich, dass für die angestrebten hohen Geschwindigkeiten eine größere Länge notwendig werden würde. Zudem erkannte man – auch anhand von aufwändig durchgeführten Modellversuchen – dass die erforderliche Maschinenleistung besser auf vier statt auf drei Propeller verteilt werden sollte, um eine Überlastung der Schraubenwellen zu vermeiden. Der endgültige Entwurf sah daher – zum ersten Mal in der Passagierschifffahrt – vier Propeller im Durchmesser von 5,20 Metern vor.
Die Kiellegung der Mauretania fand im Jahr 1904 in Wallsend auf der Werft Swan, Hunter & Wigham Richardson statt; der Stapellauf war am 20. September 1906. Das Schwesterschiff Lusitania wurde etwa zeitgleich bei John Brown & Company in Clydebank gebaut.

## Das Schiff

### Maschinenanlage
Die Mauretania und die Lusitania waren zum Zeitpunkt ihrer Fertigstellung die mit Abstand modernsten und fortschrittlichsten Schiffe ihrer Zeit. Als erste Schiffe dieser Größe verfügten sie über einen Antrieb aus zusammen sechs Parsons-Turbinen, von denen vier für Vorwärts- und zwei für Rückwärtsfahrt vorgesehen waren. Jede der vier Dampfturbinen für die Vorwärtsfahrt leistete rund 17.000 PS und trieb jeweils einen Propeller an. Die Turbinen für Rückwärtsfahrt waren an die beiden mittleren Propeller angekoppelt. 25 Dampfkessel speisten die Antriebsanlage.
Um das neue Antriebssystem zu erproben, hatte die Cunard-Line eigens eine entsprechende Testanlage in den 1905 fertiggestellten Dampfer Carmania einbauen lassen. Als sich bei dessen Jungfernfahrt die Effizienz des neuen Antriebs herausgestellt hatte, wurden die Pläne, die beiden im Bau befindlichen Superliner evtl. doch mit einer konventionellen Kolbendampfmaschine auszurüsten, endgültig fallengelassen. Das Antriebssystem garantierte den beiden Schiffen eine Durchschnittsgeschwindigkeit von etwa 24 Knoten (44,5 km/h) und eine Maximalgeschwindigkeit von damals sensationellen 28 Knoten (51,8 km/h). Ein Rückerwerb des Blauen Bandes war damit nur noch eine Frage der Zeit und günstiger Reisebedingungen.

### Konstruktion
Wie von der britischen Regierung vorgesehen, mussten Mauretania und Lusitania im Kriegsfall als bewaffnete Hilfskreuzer zur Verfügung stehen. Man versprach sich von der Größe und der herausragenden Geschwindigkeit der Schiffe einen immensen Vorteil für die Seekriegsführung. Aufgrund ihres hohen Kohleverbrauchs von einigen hundert Tonnen pro Tag und der fehlenden Panzerung wären die beiden Schiffe aber kaum für langwährende Operationen oder gar Gefechte mit gegnerischen Kriegsschiffen geeignet gewesen. Trotzdem enthielten die Konstruktionspläne Elemente, die man auf normalen Passagierschiffen dieser Zeit nicht vorfand, so etwa Längsschotten entlang der Kessel- und Maschinenräume, welche auf Rumpfhöhe eine nach innen gewölbte Böschung aufwiesen, um Schäden von Granattreffern vom Schiffsinneren fernzuhalten. An Deck waren außerdem Befestigungen für Geschütze vorhanden, die somit im Ernstfall ohne größere Umbauten rasch installiert werden konnten. Zusätzlich verfügten die beiden Schwesterschiffe noch über einen Doppelboden und eine Unterteilung in insgesamt 36 wasserdichte, mit verschließbaren Schotttüren versehene Abteilungen. Insgesamt galten sowohl Mauretania als auch Lusitania bei ihrer Fertigstellung als „unsinkbar“. Die heute ausschließlich mit diesem Prädikat in Verbindung gebrachte Titanic der White Star Line dagegen wurde stets nur als „praktisch unsinkbar“ bezeichnet.

### Ausstattung

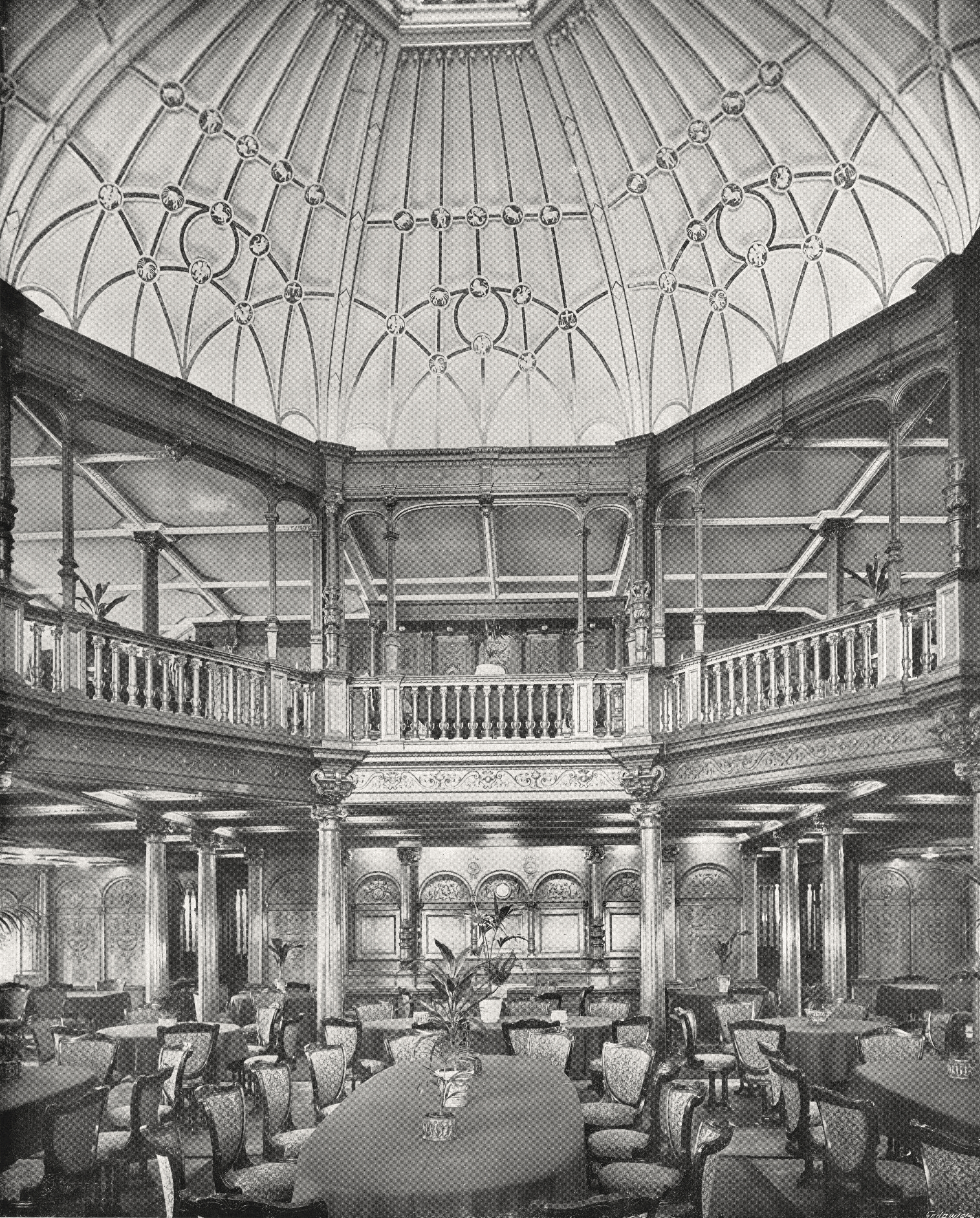
Speisesaal der Ersten Klasse

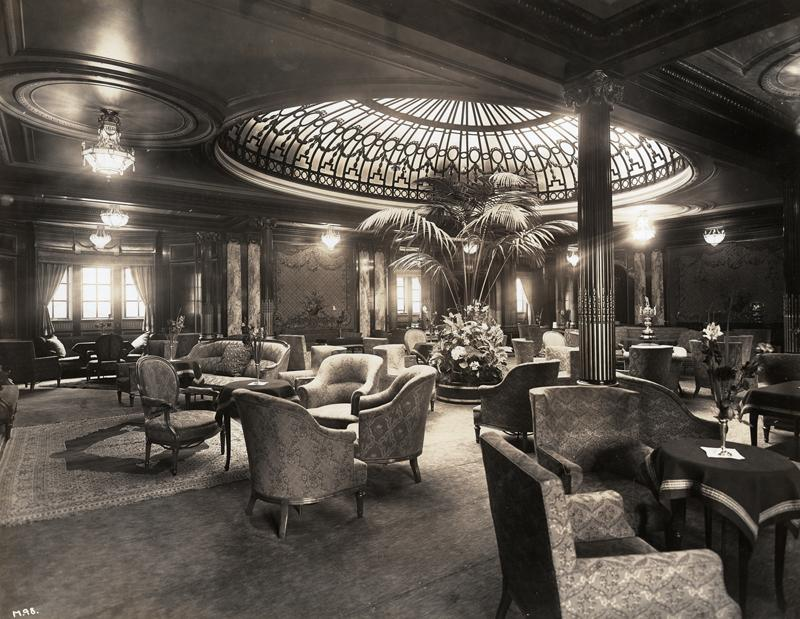
Gesellschaftsraum („Musiksalon“) der Ersten Klasse in der Ausstattung der 1920er Jahre

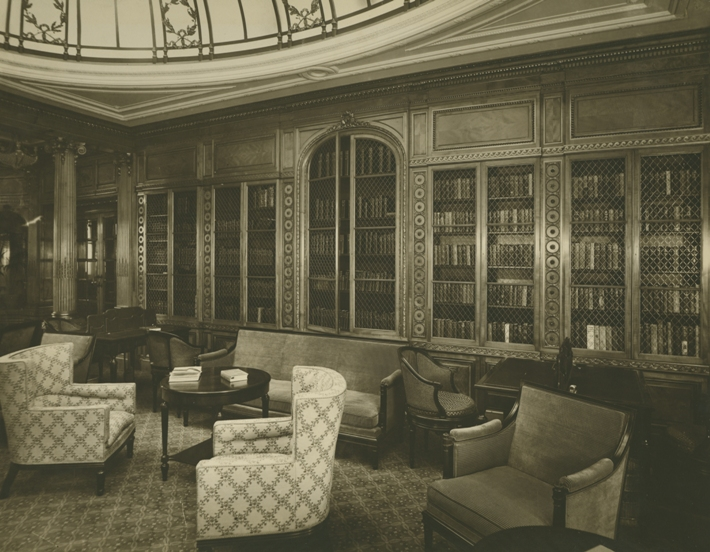
Bibliothek der Ersten Klasse. Am oberen Rand des Bildes ist der Ansatz der Glaskuppel erkennbar.

Obwohl die Mauretania und die Lusitania nach demselben Generalplan gebaut wurden, unterschieden sich die beiden Schwestern in ihrer Innenausstattung doch erheblich voneinander. Für das Design der Räumlichkeiten auf der Mauretania zeichnete Harold Peto verantwortlich. Peto verwendete auf dem Schiff vor allem dunkle Hölzer zur Wandtäfelung und schuf so ein konservativ-britisches Flair im typischen Stil der Ära Eduards VII., während auf der Lusitania die Farbe Weiß in den Innenräumen dominierte.
Für die Räumlichkeiten der Ersten Klasse an Bord der Mauretania wurde ein bisher nie gesehenes Maß an Prachtentfaltung angestrebt. Zwar wurde auf Einrichtungen, die auf anderen zeitgenössischen Schiffen vorhanden waren – wie Schwimm- und Dampfbäder oder Wintergärten – verzichtet, doch die eingebauten Räume setzen in Hinblick auf Größe und Ausstattung neue Maßstäbe. Das Holz, das für die Wandtäfelungen und Decken vorgesehen war, war von herausragender Qualität. So war beispielsweise das große Treppenhaus des Schiffes, das das Bootsdeck mit dem E-Deck verband, vollständig mit französischem Walnussholz getäfelt. Eine Sonderausgabe des britischen Magazins „Engineering“ zur Jungfernfahrt der Mauretania berichtete enthusiastisch, dass Holzlager in ganz Großbritannien und Frankreich zur Beschaffung der nötigen Menge geleert worden seien. Die im Treppenschacht verlaufenden beiden Aufzüge des Schiffs waren von einem Gittergeflecht aus poliertem Aluminium umgeben – ebenfalls eine technische Neuerung: Noch nie zuvor war ein so großflächiges Filigran aus diesem Material gefertigt worden. Die Bibliothek der Mauretania war etwas kleiner als die ihres Schwesterschiffs Lusitania, dafür aber besonders kostbar ausgestattet: Die Wandpaneele bestanden aus silbergrauem Platanenholz, das mit vergoldeten Schnitzereien eingelegt und besetzt war. Auf Hochglanz poliert, erzeugte das Holz den Eindruck einer Marmorwand. Überragt wurde der Raum von einer Glaskuppel mit schmiedeeisernem Geflecht und vergoldeten Elementen.
Ebenfalls auf dem Bootsdeck befand sich der große Gesellschaftsraum des Schiffes, der auch als „Musiksalon“ bezeichnet wurde, weil in ihm regelmäßig Konzerte abgehalten wurden. In reich vergoldetem Mahagoni ausgeführt und auch von einer ovalen Glaskuppel gekrönt, gehörte er zu den opulentesten Räumen auf dem Schiff. Seine Wand- und Deckentäfelungen sind erhalten und gehören heute zur Ausstattung einer Bar in Bristol. Unmittelbar hinter ihm befanden sich der Rauchsalon – überdacht von einem zylindrisch gewölbten Glasdach und im italienischen Renaissancestil ausgeführt – und das kleine Verandacafé des Schiffes. Der letztgenannte Raum bildete den Abschluss der Aufbauten auf dem Bootsdeck und war eine nach achtern offene Terrasse, die mit Topf- und Kletterpflanzen geschmückt war und bei schönem Wetter einen Mittelpunkt der Freiluftaktivitäten an Bord darstellte.
Zentraler Raum auf dem Schiff war der zwei Decks hohe und von einer ovalen Kuppel gekrönte Speisesaal der Ersten Klasse. Er war im Renaissancestil ausgeführt und mit heller österreichischer Eiche verkleidet. Die reich verzierten Wandpaneele waren berühmt dafür, dass keine zwei davon identisch waren – die Schnitzereien waren allesamt Einzelanfertigungen. Konventionell war hingegen die Bestuhlung des Raumes – die Stühle waren schmal und hoch und konnten nur gedreht, aber nicht bewegt werden. Diese Fixierung war den nicht immer einfachen Bedingungen auf dem Nordatlantik geschuldet, mit zunehmender Größe der Schiffe wurden derartige Sicherheitsmaßnahmen aber allmählich unnötig. Auf der 1911 fertiggestellten Olympic der White Star Line sollten dann erstmals die Sitze frei beweglich sein. Auf dem C-Deck des Schiffes war noch ein kleiner Speisesaal eigens für die Kinder der Ersten Klasse vorhanden; ein in weißen und dunklen Farben getäfelter Raum, der auch als Spielzimmer genutzt werden konnte. Die teuersten Kabinen an Bord waren die beiden Regal Suites (Königssuiten), die zwei Schlafzimmer, einen Wohnraum, ein privates Esszimmer sowie ein Bad und eine Toilette umfassten.
Auch für die Zweite Klasse waren vergleichsweise großzügige Räume vorgesehen, so ein ebenfalls überkuppelter Speisesaal, eine Lounge und ein Rauchsalon. Die Dritte Klasse (Zwischendeck) war vor allem auf pragmatische Nutzung ausgelegt, bedeutete aber insbesondere in den Bereichen Sauberkeit, sanitäre Anlagen und Raumangebot eine erhebliche Verbesserung im Vergleich zu kleineren Schiffen der Zeit.

## Einsatzgeschichte

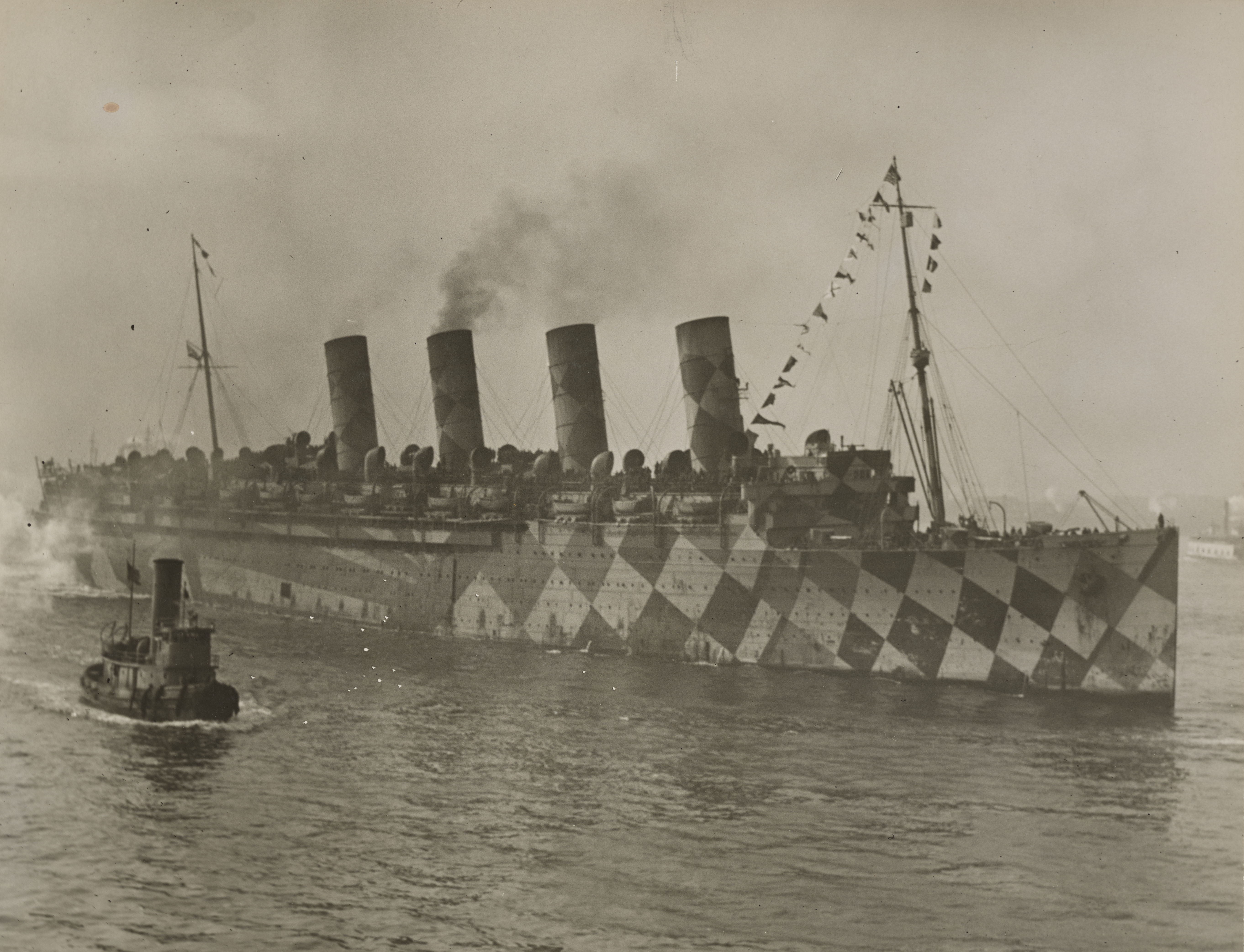
Die Mauretania als Truppentransporter in Dazzle camouflage

Die Jungfernfahrt unter Kapitän John Pritchard auf der Strecke Liverpool – New York City begann am 16. November 1907. Aufgrund schlechter Witterungsbedingungen gelang es der Mauretania entgegen allen Erwartungen nicht, sofort das Blaue Band zu gewinnen. Erst auf der Rückfahrt erlangte sie die Ehrung für die schnellste Atlantik-Überquerung in östlicher Richtung. Ihren Rekord sollte sie dabei bis zum Jahr 1924 noch weitere sieben Male verbessern. Mit einer Durchschnittsgeschwindigkeit von 26,06 Knoten für die Passage in westlicher Richtung stellte sie im September 1909 auch den Rekord für die Überquerung nach Westen auf und nahm damit dem Schwesterschiff Lusitania deren 1907 errungene Auszeichnung wieder ab.
1908 verlor sie bei einer Grundberührung einen Propeller, konnte aber trotzdem alle Fahrten pünktlich und zuverlässig fortsetzen. Die Cunard Line sah dies als passenden Anlass, alle Propeller auswechseln zu lassen. Diese hatten jetzt nicht mehr drei, sondern vier Flügel, machten die Mauretania schneller und verringerten gleichzeitig die Vibrationen im Hinterschiff.

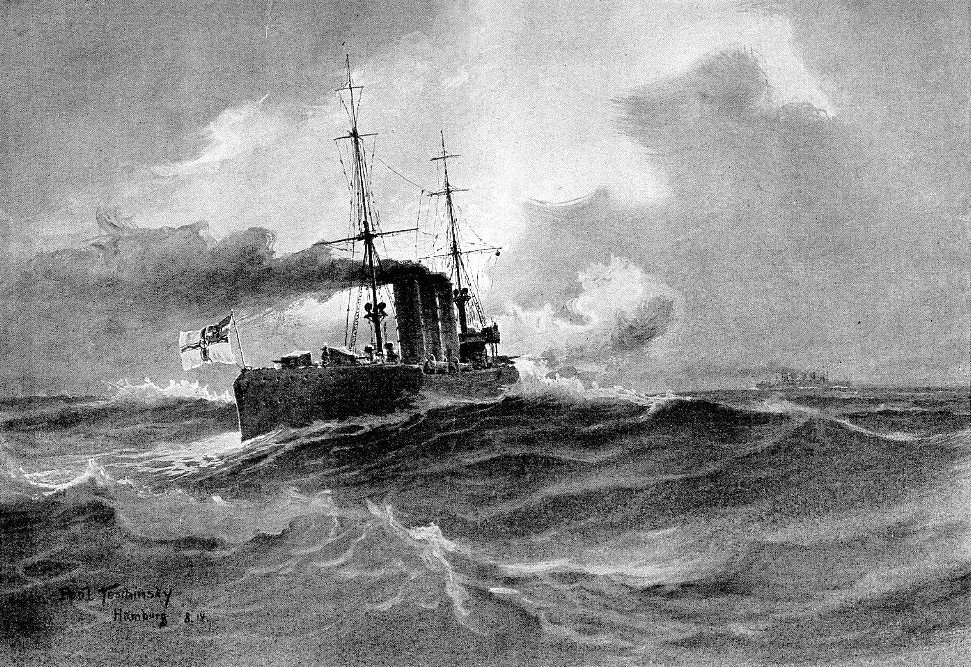
Die Dresden jagt den englischen Riesendampfer Mauretania. Zeichnung von Paul Teschinsky, August 1914

Bei Ausbruch des Ersten Weltkrieges im Jahr 1914 wurde die Mauretania wie vorgesehen von der britischen Admiralität requiriert und im folgenden Jahr aufgrund von negativen Erfahrungen, die man bis dato mit bewaffneten Hilfskreuzern gemacht hatte, zur Verwendung als Truppentransporter umgebaut und in Dazzle camouflage gestrichen. Bis zum Kriegsende war sie durchgängig entweder in dieser Rolle oder als Lazarettschiff im Einsatz, wobei sie inoffiziell den Namen Tuber Rose führte. Im Mai 1915 ging ihr Schwesterschiff Lusitania bei einem deutschen U-Boot-Angriff vor der irischen Küste verloren. Im Jahre 1919 kehrte sie nach Großbritannien zurück und wurde wieder für den Liniendienst restauriert. 1921 entging die Mauretania nur knapp einem Unglück: Reinigungsflüssigkeit war in Brand geraten und zerstörte fast alle Kabinen der Ersten Klasse. Der Brand konnte jedoch rechtzeitig gelöscht werden, wobei die Mauretania allerdings fast gekentert wäre. Im Zuge der daraufhin notwendigen Reparaturarbeiten wurde sie von Kohle- auf Ölfeuerung umgestellt, was ihren Betrieb deutlich wirtschaftlicher machte.

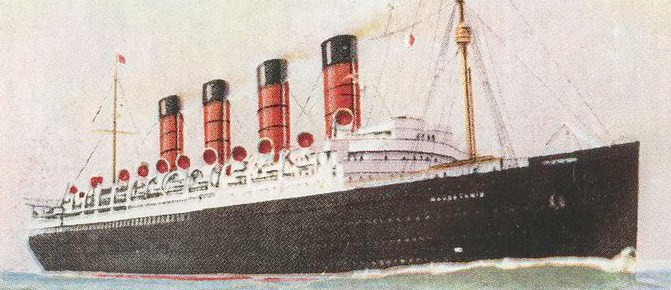
Zigarettenbild der Mauretania (ca. 1925)

Bereits ab Mitte der 1920er Jahre wurde der Atlantikliner – insbesondere während der Wintermonate – für Charter-Kreuzfahrten ins Mittelmeer verwendet. Später wurden auch zwischen zwei Transatlantikpassagen von New York aus Mehrtages-Kreuzfahrten in die Karibik angeboten. Für derartige Einsätze war die Mauretania allerdings von ihrer Raumkonzeption her eigentlich ungeeignet, trotzdem war das Schiff bei den vor allem amerikanischen Reisenden sehr beliebt. Die wirtschaftliche Flaute der späten 1920er Jahre machte solcherart Einsätze allerdings nötig, um dringend benötigten zusätzlichen Umsatz verbuchen zu können. Während dieser Zeit machte die Mauretania von sich reden, als sie dank ihrer hohen Geschwindigkeit einem in Seenot geratenen schwedischen Frachter zur Hilfe kommen und die Besatzung gerade noch rechtzeitig abbergen konnte.
Das begehrte Blaue Band konnte das Schiff durchgängig bis 1929 behalten, bis es ihr von der deutschen Bremen abgenommen wurde.

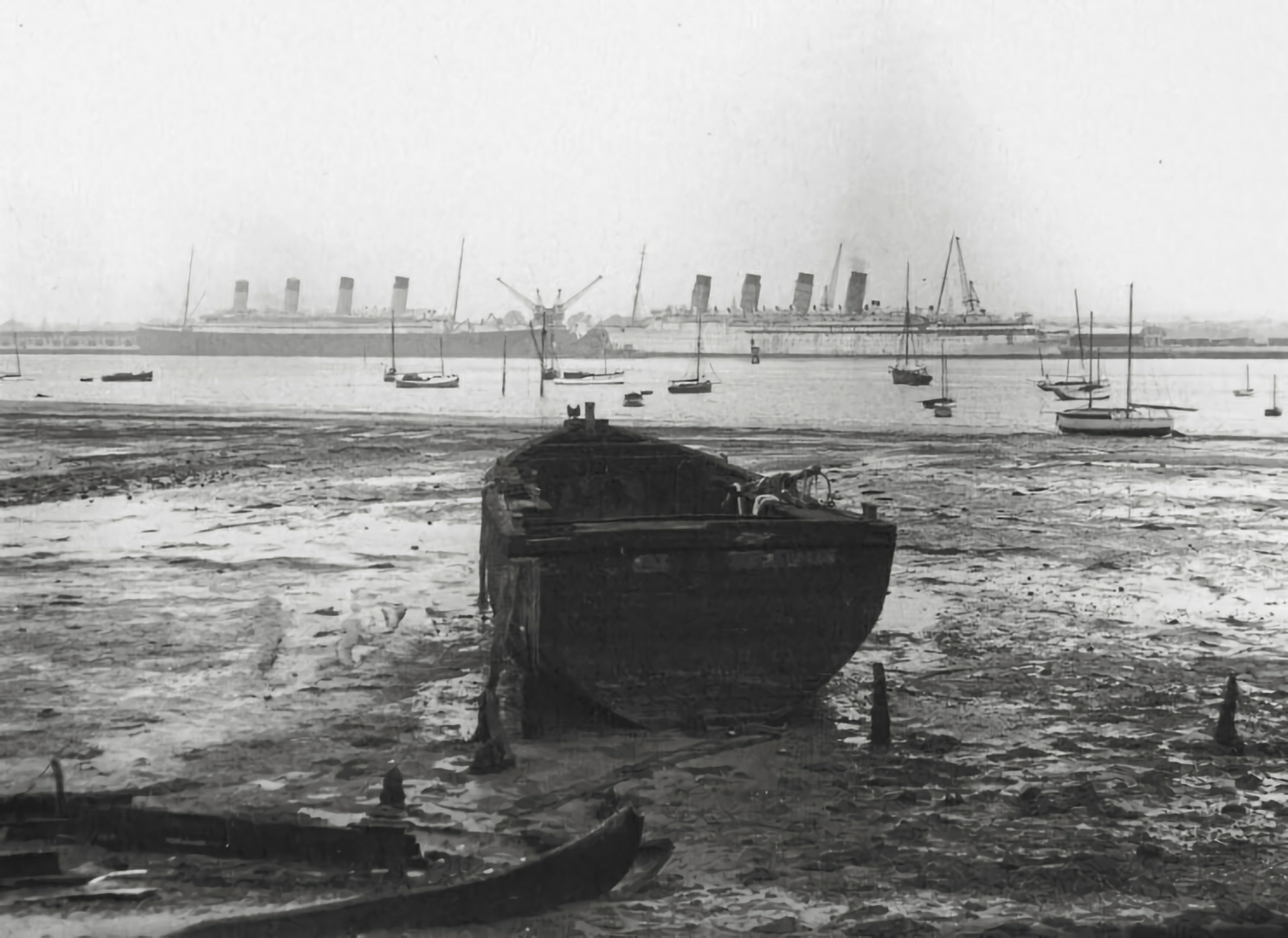
Olympic (links) und die Mauretania im Hafen von Southampton kurz vor der Verschrottung

Ab 1930 war das alte Schiff – mittlerweile vollständig weiß gestrichen – fast nur noch auf Kreuzfahrten im Einsatz. Im Jahr 1934 wurde das Schiff nach der Fusion der Cunard mit der White Star Line dann schließlich aus Altersgründen außer Dienst gestellt, und am 1. Juli 1935 trat die Mauretania ihre letzte Reise zur Abwrackwerft im schottischen Rosyth an. Für viele Engländer galt es als ein großer Verlust, da die Mauretania damals zusammen mit der Aquitania zu den beliebtesten und bekanntesten Schiffen der Welt gehörte. Aufgrund ihrer langen Dienstzeit und ihrer „klassischen“ Formgebung gehört sie auch noch heute zu den bekanntesten Schiffen dieser Ära.

## Sonstiges
Die Mauretania und ihr Schwesterschiff Lusitania waren sich optisch recht ähnlich. Das auffallendste Unterscheidungsmerkmal war die Form der auf dem Dach der Aufbauten angebrachten Lüfter: Während diejenigen auf der Lusitania nur sehr niedrig und in schlichter Zylinderform ausgeführt waren, verfügte die Mauretania bereits über die hoch aufragenden Schiffslüfter in klassischer Form (siehe Bild oben).